# Пьяный погром в Перми
Пьяный погром в Перми — инцидент, произошедший в ночь на субботу 4 ноября 1917 года в Перми, в ходе которого солдаты пермского гарнизона разграбили склад пива Товарищества Поклевского-Козелл и разгромили магазины на улице Сибирской, основной торговой улице города.

## Ход событий
В ночь с 3 на 4 ноября 1917 года солдаты местных полков начали громить пивной склад, принадлежащий семье Поклевских-Козелл. После этого толпа пошла громить магазины, склады и рынки. Движущей силой погрома были пьяные солдаты и  женщины.
Толпа прошла по всей улице Сибирской, не пропустив ни одного магазина, были выбиты окна, двери и разграблено имущество.
Первым пострадал магазин общества потребителей на Сибирской, который снабжал городское население продуктами питания и товарами первой необходимости. Были разгромлены магазин оптических и технических предметов Вайнера и единственный большой книжный магазин Петровской. Попутно участники погрома били стекла и в окнах частных квартир.
Погром происходил под революционным лозунгом «Бей буржуев!».
Погром пошел на убыль к вечеру 5 ноября. На охрану общественного порядка встали военные патрули и добровольные дружины по самообороне. К утру 6 ноября порядок в городе был восстановлен.